# La Petite (film, 1978)
Pour les articles homonymes, voir La Petite.
Pour plus de détails, voir Fiche technique et Distribution.
La Petite (Pretty Baby) est un film américain réalisé par Louis Malle et sorti en 1978. 

## Synopsis
En 1917, dans un bordel de La Nouvelle-Orléans, Violet, douze ans, assiste à l'accouchement de sa mère, Hattie, mettant au monde un petit frère. Régulièrement, un photographe vient prendre des clichés des pensionnaires, mais Violet est jalouse lorsqu'il s'occupe de sa mère et des autres filles.

## Fiche technique
- Titre original : Pretty Baby
- Titre français : La Petite
- Réalisation : Louis Malle
- Scénario : Polly Platt (en)
- Direction artistique : Trevor Williams
- Décors : James L. Berkey
- Costumes : Mina Mittelman
- Photographie : Sven Nykvist
- Son : Donald F. Johnson
- Montage : Suzanne Fenn
- Musique : Jerry Wexler
- Production : Louis Malle ; Polly Platt (associée)
- Société de production : Paramount Pictures
- Société de distribution : Paramount Pictures
- Pays :  États-Unis
- Langue : Anglais
- Genre : Drame
- Format : Couleur (Metrocolor) - 35 mm - 1,85:1 (1,37:1) - son mono
- Durée : 110 minutes
- Dates de sortie :
  - États-Unis : 5 avril 1978
  - France : 22 mai 1978 (Festival de Cannes) ; 24 mai 1978 (sortie nationale)

## Distribution
- Brooke Shields (VF : Béatrice Bruno) : Violet
- Keith Carradine (VF : Raymond Acquaviva) : Bellocq, le photographe
- Susan Sarandon (VF : Hélène Manesse) : Hattie, la mère de Violet
- Frances Faye (en) (VF : Marie Francey) : Nell, la tenancière du bordel
- Antonio Fargas (VF : Tola Koukoui) : le « Professeur »
- Matthew Anton : Red Top
- Diana Scarwid : Frieda
- Barbara Steele : Josephine
- Seret Scott : Flora
- Cheryl Markowitz : Gussie
- Susan Manskey (VF : Monique Thierry) : Fanny
- Laura Zimmerman : Agnes
- Miz Mary : Odette
- Gerrit Graham (VF : Jacques Frantz) : Highpockets
- Mae Mercer (en) : Mama Mosebery
- Don Hood : Alfred Fuller

## Distinctions

### Récompenses
- Festival de Cannes 1978 : Grand Prix de la commission supérieure technique

### Nominations
- Oscars 1979 : Oscar de la meilleure partition de chansons et adaptation musicale pour Jerry Wexler

## Controverses
Tourné dans les années 70, le film s'inscrit dans une vague d'oeuvres abordant des sujets polémiques et met en scène la jeune Brooke Shields dont la photographie dénudée, réalisée par Garry Gross (et plus tard réutilisée par Richard Prince) trois ans plus tôt alors qu'elle avait 10 ans, avait déjà durablement soulevé un malaise,.
Le film déclenche à nouveau la controverse en montrant Brooke Shields, 12 ans à l'époque, nue. À sa sortie, il a été amputé de trois minutes. Ces scènes sont maintenant disponibles sur DVD.
Le chercheur Alexander María Leroy associe le film à l'adaptation cinématographique du roman de Vladimir Nabokov Lolita par Stanley Kubrick. Selon lui, ces films sont représentatifs d'une époque où la dépénalisation de la pédophilie était discutée publiquement et qui a banalisé, voire idéalisé la pédophilie, en mettant en scène des histoires d'amour complexes, mais véritables, alors que les protagonistes masculins violent la loi.

## À propos du film
- Le film est inspiré de la vie du photographe Ernest J. Bellocq (1873-1949).
- C'est le premier film tourné aux États-Unis par Louis Malle, qui avait quitté la France à la suite de la polémique créée par Lacombe Lucien (1974).
- Le film a été tourné à La Nouvelle-Orléans, ainsi qu'à Hattiesburg (Mississippi).
- Le titre original du film, Pretty Baby, est inspiré d'une chanson de Tony Jackson, utilisée dans la bande sonore.
- Dana Plato et Tatum O'Neal se sont vu offrir le rôle de Violet, mais leurs parents ont refusé.
- Le rôle de Bellocq était à l'origine écrit pour Sylvester Stallone, mais l'acteur tournait le film F.I.S.T. C'est finalement Keith Carradine qui joue le photographe.